# El Playón
El Playón è un comune della Colombia facente parte del dipartimento di Santander.
Il comune venne istituito il 21 novembre 1984.